# Генеральське (Ялтинський район)
Генера́льське (до 1945 року — Улу́-Узе́нь, Улу́-Озе́н; крим. Ulu Özen) — село в Україні, у Малоріченській сільській громаді Ялтинського району Автономної Республіки Крим.

## Географія

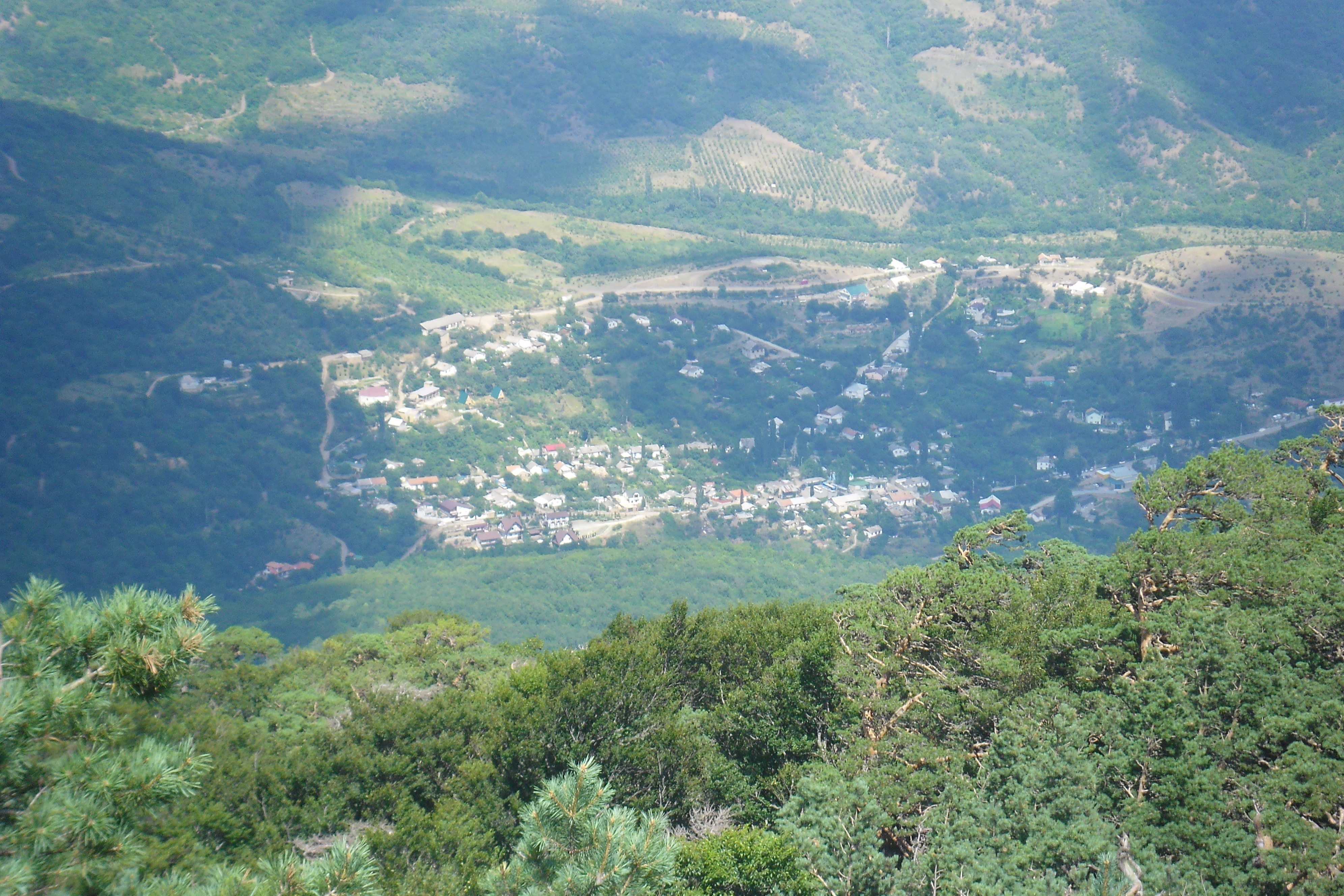
Краєвид на село Генеральське

Село розташоване за 69 км від Сімферополя та 68 км від районного центру, на виході з мальовничої ущелини Хапхал, яке оточене двома величними яйлами — Демерджі й Тирке, а з півночі — гострі зубці Північної Демерджі нагадують ікла гігантського хижака, який ніби широко роззявив пащу. Неподалік від села знаходиться водоспад Джур-Джур — один з найпотужніших із кримських водоспадів.

## Історія
Вперше село зустрічається в 1360-х роках в генуезьких документах як Casalle de Megapotami, яке походить від грецького μέγας ποταμός – велика ріка. 
До 1475 року прибережна та гірська частина Криму перебували під впливом Візантійської імперії і населення було християнським. Починаючи з XV століття в деякі райони Криму стала проникати нова, мусульманська релігія. Під час подорожі турецького дослідника Евлія Челябі ним було зафіксовано, що в селі Улу-узень було всього сім сімей, які сповідують іслам. У 1541 році в селі вже налічувалось 50 родин, що стали сповідувати іслам. Наприкінці 1600 року вже все село сповідувало ісламську релігію. Тому в селі було два цвинтаря — християнський та мусульманський.
У 1700 році побудована мечеть, яка після виселення корінних мешканців 18 травня 1944 року ще простояла до 1960 року. Мечеть могла вмістити 500 парафіян і на прилеглій площі можна розмістити 1500 осіб.
Станом на 1864 рік у казенному татарському селі Ялтинського повіту Таврійської губернії мешкало 304 особи (166 чоловічої та 140 — жіночої статі), налічувалось 50 домогосподарств, існувала мечеть.
Станом на 1886 рік у колишньому державному селі Алуштинської волості мешкало 91 особа, налічувалось 15 домогосподарств, існували православна церква, мечеть, недобудована каплиця.
У 1895 році село відвідав видатний український письменник Михайло Коцюбинський.
За переписом 1897 року кількість мешканців зросла до 1830 осіб (1245 чоловічої статі та 585 — жіночої), з яких 506 — православної віри, 1091 — магометанської.
Після Жовтневого перевороту 1917 року мечеть ще вела свою діяльність до 1929 року, проте з приходом комуністів влада закрила її перетворивши у складське приміщення. Після приходу німецьких окупантів мечеть знову відновила свою діяльність. У 1943 році, коли німці підпалили село, то мечеть залишили вцілілою. У 1951—1953 роках мечеть використовувалася як сировина для будівництва будинків нових мешканців. Залишки стін за розповідями очевидців у 1960 році зносили бульдозером, а тракторист загинув під час робіт по знесенню.

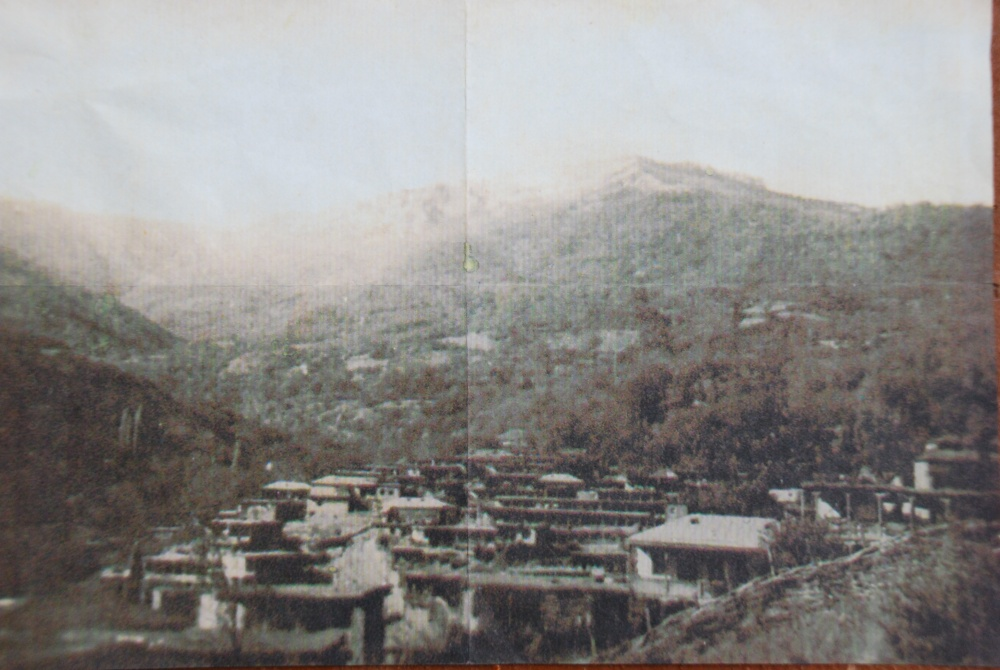
Світлина села 1920 року

У 1933 році, до розкуркулення, в селі працювали три кав'ярні. Господарів цих кав'ярень розкуркулили і заслали за Урал, а кав'ярні перетворили в крамниці, управління колгоспу, третю — в складське приміщення. Так як село було багатоводне, то на березі працював водяний млин, а також одна ступа по обробці шерсті. Була одна пекарня традиційної випічки хліба, який міг зберігатися дуже тривалий час не черствіючи.
В селі був громадський майданчик — Таш огу (нині — автобусна зупинка). Чоловіче населення старшого віку збиралося на цьому майданчику, який було викладено каменями. Сидячи на лавках, люди обговорювали політичні, економічні та життєві питання. Це було місцем традиційних зустрічей жителів всього села. Крім того в селі було місце під назвою Азизлер — на свята селяни збиралися на цьому місці і проводили молебні, різали баранчика, готували їжу і пригощали один одного.
Радянська влада радикально порушила цей спосіб життя — містечко Азизлер було зруйновано. У 1933 році відбувся голодомор, під час якого померло щонайменше 51 особа, у тому числі особи похилого віку та діти. Біля мечеті була організована громадська їдальня для дітей, там зі спійманих змій, жаб та іншої живності варилися супи для годування дітей.
У 1939 році раптово чимало осіб чоловічої статі були призвані на службу в армію — це було великим здивуванням для багатьох. Переважна більшість було відправлено на російсько-фінську війну. У березні 1941 року в селі пройшли чутки, що незабаром почнеться велика війна і наприкінці квітня почали мобілізовувати всіх чоловіків від 18 до 50 років до лав Червоної армії. Після цих мобілізацій село було спустошено, чимало родин закрилися в своїх будинках і майже не виходили на вулицю.
У жовтні 1941 року село було окуповане німецько-фашистськими військами, з боку німецьких військових сім'ї особливого приниження не відчували, якщо не врахувати, що німецькі війська відбирали корм для своїх коней. За два роки німецької окупації в селі були припиненні сільгоспроботи, позаяк поля і сади знаходилися за межею села і там господарювали партизани — німці не дозволяли виходити за його межі. Але тим не менше коли німці ввечері виїжджали на нічліг до моря, партизани спускалися в село.
Наприкінці листопада 1943 року в селі випав перший сніг, у цей день німці стали виселяти всіх жителів в нижні села Куру-узень і Кучук-узень. Коли село спорожніло, німці з села Тувак гарматами стали обстрілювати Улу-узень, але це особливого результату не дало. Після чого німці прибули в село і привезли з собою в каністрах гас, обливши всі будинки вони підпалили село. Єдину будову, яку вони залишили — це мечеть.

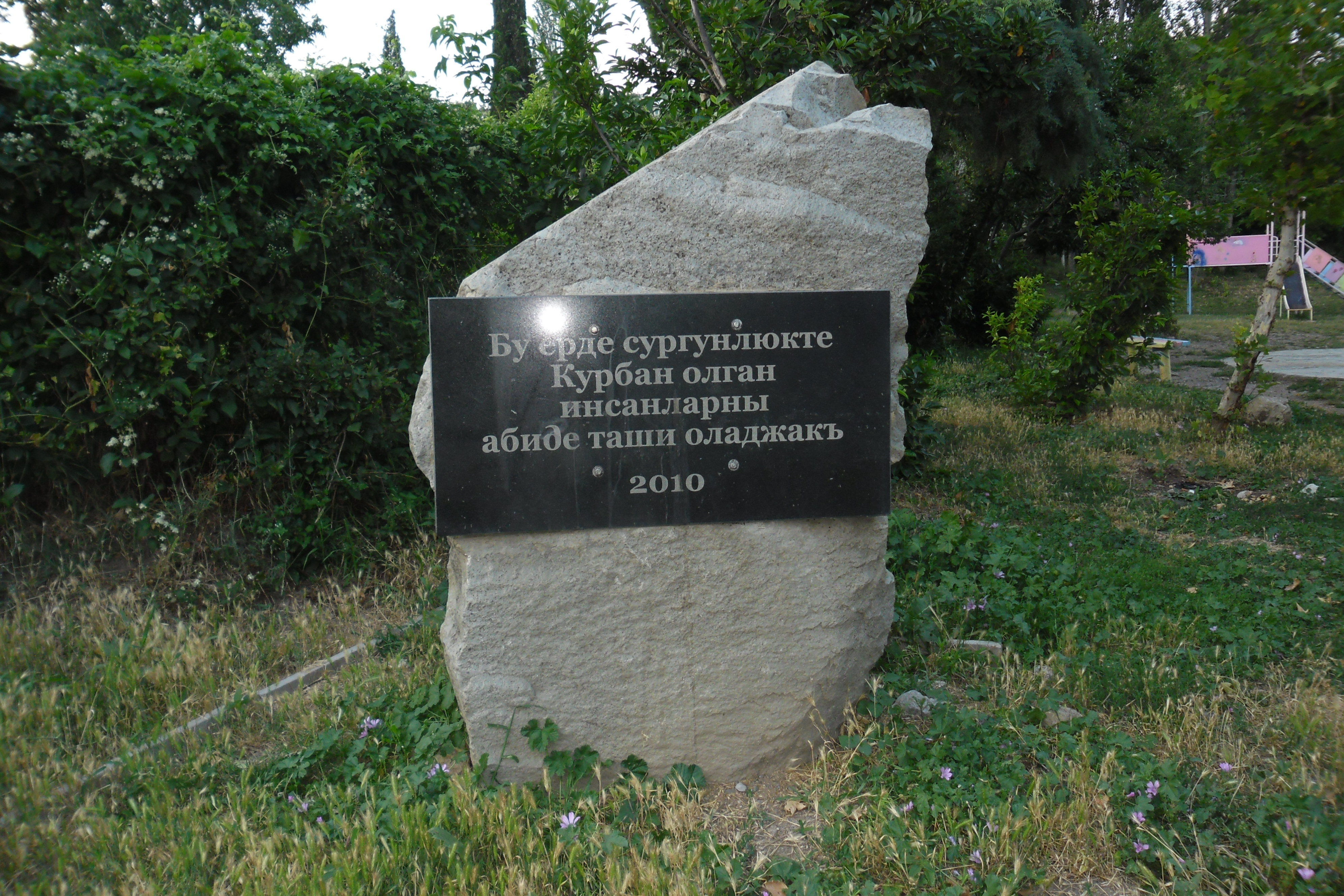
Пам'ятний камінь в селі Генеральське

У 1944 році були деокуповані від німецько-фашистських загарбників нижні села. 25 квітня 1944 року до села прибули війська НКВС і організували штаб, а згодом розпочали перепис осіб та опис майна, в ході якого все чоловіче населення віком від 18 до 50 років було переписане й взяте на облік і одразу всіх зібравши відвезли на збірний пункт в село Ускут, звідки їх переправили в Карасу-базар та потім у село Сеітлер, де їх завантажили у вагони і відправлено до міста Куйбишева. Всі засланні працювали у військово-трудовій колонії з будівництва нафтоперегінного заводу до 1953 року.
У 1945 році село Улу-Узень перейменовано в Генеральське.
У 2010 році в селі встановлений пам'ятник жертвам депортації кримськотатарського народу, який у січні 2014 року невстановленими вандалами зазнав руйнувань.

## Населення
За переписом населення 2001 року, в селі мешкало 289 осіб. Мовний склад населення села був таким:
| Мова              | Кількість осіб | Відсоток |
| ----------------- | -------------- | -------- |
| українська        | 21             | 7,27     |
| російська         | 232            | 80,28    |
| кримськотатарська | 35             | 12,11    |
| білоруська        | 1              | 0,35     |